# Паралаза
Паралаза (кат. Peralada) - муніципалітет, розташований в Автономній області Каталонія, в Іспанії. Знаходиться у районі (кумарці) Ал Ампурда провінції Жирона, згідно з новою адміністративною реформою перебуватиме у складі Баґарії (округи) Жирона.

## Населення
Населення міста (у 2007 р.) становить 1.693 особи (з них менше 14 років - 15,1%, від 15 до 64 - 66,8%, понад 65 років - 18,1%). У 2006 р. народжуваність склала 17 осіб, смертність - 5 осіб, зареєстровано 7 шлюбів. У 2001 р. активне населення становило 665 осіб, з них безробітних - 23 особи.

Серед осіб, які проживали на території міста у 2001 р., 1.175 народилися в Каталонії (з них 911 осіб у тому самому районі, або кумарці), 118 осіб приїхало з інших областей Іспанії, а 74 особи приїхали з-за кордону. 

Університетську освіту має 15,5% усього населення. 

У 2001 р. нараховувалося 503 домогосподарства (з них 24,3% складалися з однієї особи, 25,2% з двох осіб,20,1% з 3 осіб, 20,1% з 4 осіб, 6,6% з 5 осіб, 2,8% з 6 осіб, 1% з 7 осіб, 0% з 8 осіб і 0% з 9 і більше осіб).

Активне населення міста у 2001 р. працювало у таких сферах діяльності : у сільському господарстві - 10,6%, у промисловості - 14,2%, на будівництві - 10,3% і у сфері обслуговування - 65%. 

 У муніципалітеті або у власному районі (кумарці) працює 639 осіб, поза районом - 361 особа.

### Безробіття
У 2007 р. нараховувалося 27 безробітних (у 2006 р. - 34 безробітних), з них чоловіки становили 55,6%, а жінки - 44,4%.

## Економіка

### Підприємства міста

#### Промислові підприємства
| \| Промислові підприємства міста, за сферою діяльності \| Промислові підприємства міста, за сферою діяльності \| Промислові підприємства міста, за сферою діяльності \| \| Рік \| 2002 р. \| 2001 р. \| \| --------------------------------------------------- \| --------------------------------------------------- \| --------------------------------------------------- \| \| Енергетичні та водні ресурси \| 33,3% \| 33,3% \| \| Хімія та метали \| 0% \| 0% \| \| Переробка металів \| 13,3% \| 13,3% \| \| Продукти харчування \| 26,7% \| 26,7% \| \| Текстиль \| 0% \| 0% \| \| Виробництво меблів, видання \| 26,7% \| 26,7% \| \| Інше \| 0% \| 0% \| \| Усього підприємств \| 15 \| 15 \| |         |         |
| Промислові підприємства міста, за сферою діяльності |         |         |
| Рік | 2002 р. | 2001 р. |
| Енергетичні та водні ресурси | 33,3%   | 33,3%   |
| Хімія та метали | 0%      | 0%      |
| Переробка металів | 13,3%   | 13,3%   |
| Продукти харчування | 26,7%   | 26,7%   |
| Текстиль | 0%      | 0%      |
| Виробництво меблів, видання | 26,7%   | 26,7%   |
| Інше | 0%      | 0%      |
| Усього підприємств | 15      | 15      |

#### Роздрібна торгівля
| \| Підприємства роздрібної торгівлі міста, за сферою діяльності \| Підприємства роздрібної торгівлі міста, за сферою діяльності \| Підприємства роздрібної торгівлі міста, за сферою діяльності \| \| Рік \| 2002 р. \| 2001 р. \| \| ------------------------------------------------------------ \| ------------------------------------------------------------ \| ------------------------------------------------------------ \| \| Продукти харчування \| 47,1% \| 43,8% \| \| Одяг та взуття \| 5,9% \| 6,2% \| \| Товари для дому \| 5,9% \| 12,5% \| \| Книги та періодичні видання \| 0% \| 0% \| \| Промислова хімічна продукція \| 5,9% \| 6,2% \| \| Продукція, пов'язана з транспортними засобами \| 0% \| 0% \| \| Інше \| 35,3% \| 31,2% \| \| Усього підприємств \| 17 \| 16 \| |         |         |
| Підприємства роздрібної торгівлі міста, за сферою діяльності |         |         |
| Рік | 2002 р. | 2001 р. |
| Продукти харчування | 47,1%   | 43,8%   |
| Одяг та взуття | 5,9%    | 6,2%    |
| Товари для дому | 5,9%    | 12,5%   |
| Книги та періодичні видання | 0%      | 0%      |
| Промислова хімічна продукція | 5,9%    | 6,2%    |
| Продукція, пов'язана з транспортними засобами | 0%      | 0%      |
| Інше | 35,3%   | 31,2%   |
| Усього підприємств | 17      | 16      |

#### Сфера послуг
| \| Підприємства міста, що працюють у сфері послуг, за діяльністю \| Підприємства міста, що працюють у сфері послуг, за діяльністю \| Підприємства міста, що працюють у сфері послуг, за діяльністю \| \| Рік \| 2002 р. \| 2001 р. \| \| ------------------------------------------------------------- \| ------------------------------------------------------------- \| ------------------------------------------------------------- \| \| Гуртова торгівля \| 11,1% \| 9,7% \| \| Готелі та готельний бізнес \| 25,4% \| 24,2% \| \| Транспорт та зв'язок \| 7,9% \| 9,7% \| \| Посередницькі фінансові послуги \| 7,9% \| 8,1% \| \| Послуги підприємствам \| 7,9% \| 11,3% \| \| Послуги фізичним особам \| 17,5% \| 16,1% \| \| Нерухомість та ін. \| 22,2% \| 21% \| \| Усього підприємств \| 63 \| 62 \| |         |         |
| Підприємства міста, що працюють у сфері послуг, за діяльністю |         |         |
| Рік | 2002 р. | 2001 р. |
| Гуртова торгівля | 11,1%   | 9,7%    |
| Готелі та готельний бізнес | 25,4%   | 24,2%   |
| Транспорт та зв'язок | 7,9%    | 9,7%    |
| Посередницькі фінансові послуги | 7,9%    | 8,1%    |
| Послуги підприємствам | 7,9%    | 11,3%   |
| Послуги фізичним особам | 17,5%   | 16,1%   |
| Нерухомість та ін. | 22,2%   | 21%     |
| Усього підприємств | 63      | 62      |

## Житловий фонд
У 2001 р. 2,8% усіх родин (домогосподарств) мали житло метражем до 59 м², 15,3% - від 60 до 89 м², 29,4% - від 90 до 119 м² і
52,5% - понад 120 м².

З усіх будівель у 2001 р. 44% було одноповерховими, 49,8% - двоповерховими, 5,9
% - триповерховими, 0,1% - чотириповерховими, 0,1% - п'ятиповерховими, 0% - шестиповерховими,
0% - семиповерховими, 0% - з вісьмома та більше поверхами.

## Автопарк
| \| Автомобілі, зареєстровані у місті, за призначенням \| Автомобілі, зареєстровані у місті, за призначенням \| Автомобілі, зареєстровані у місті, за призначенням \| \| Рік \| 2006 р. \| 2005 р. \| \| -------------------------------------------------- \| -------------------------------------------------- \| -------------------------------------------------- \| \| Приватні автомобілі \| 66,3% \| 67,4% \| \| Мотоцикли \| 9,2% \| 8,5% \| \| Вантажівки \| 21,3% \| 21,1% \| \| Трактори \| 0,4% \| 0,4% \| \| Автобуси та ін. \| 2,7% \| 2,5% \| \| Усього автомобілів \| 1.397 шт. \| 1.343 шт. \| |           |           |
| Автомобілі, зареєстровані у місті, за призначенням |           |           |
| Рік | 2006 р.   | 2005 р.   |
| Приватні автомобілі | 66,3%     | 67,4%     |
| Мотоцикли | 9,2%      | 8,5%      |
| Вантажівки | 21,3%     | 21,1%     |
| Трактори | 0,4%      | 0,4%      |
| Автобуси та ін. | 2,7%      | 2,5%      |
| Усього автомобілів | 1.397 шт. | 1.343 шт. |

## Вживання каталанської мови
У 2001 р. каталанську мову у місті розуміли 98% усього населення (у 1996 р. - 99,6%), вміли говорити нею 93,6% (у 1996 р. - 
95,1%), вміли читати 89,9% (у 1996 р. - 92,3%), вміли писати 62,7
% (у 1996 р. - 58,5%). Не розуміли каталанської мови 2%.

## Політичні уподобання
У виборах до Парламенту Каталонії у 2006 р. взяло участь 792 особи (у 2003 р. - 859 осіб). Голоси за політичні сили розподілилися таким чином:
| \| Вибори до Парламенту Каталонії \| Вибори до Парламенту Каталонії \| Вибори до Парламенту Каталонії \| \| Рік \| 2006 р. \| 2003 р. \| \| -------------------------------------- \| ------------------------------ \| ------------------------------ \| \| Конвергенція та Єднання (CiU) \| 46% \| 47,7% \| \| Соціалістична партія Каталонії (PSC) \| 19,9% \| 20,4% \| \| Народна партія (PP) \| 5,4% \| 5,7% \| \| Ініціатива за зелену Каталонію (IC) \| 6,9% \| 3,3% \| \| Республіканська лівиця Каталонії (ERC) \| 20,1% \| 22% \| \| Громадянська партія (C's) \| 0,8% \| 0% \| \| Інші \| 0,9% \| 0,9% \| |         |         |
| Вибори до Парламенту Каталонії |         |         |
| Рік | 2006 р. | 2003 р. |
| Конвергенція та Єднання (CiU) | 46%     | 47,7%   |
| Соціалістична партія Каталонії (PSC) | 19,9%   | 20,4%   |
| Народна партія (PP) | 5,4%    | 5,7%    |
| Ініціатива за зелену Каталонію (IC) | 6,9%    | 3,3%    |
| Республіканська лівиця Каталонії (ERC) | 20,1%   | 22%     |
| Громадянська партія (C's) | 0,8%    | 0%      |
| Інші | 0,9%    | 0,9%    |

У муніципальних виборах у 2007 р. взяло участь 975 осіб (у 2003 р. - 843 особи). Голоси за політичні сили розподілилися таким чином:
| \| Муніципальні вибори \| Муніципальні вибори \| Муніципальні вибори \| \| Рік \| 2007 р. \| 2003 р. \| \| -------------------------------------- \| ------------------- \| ------------------- \| \| Конвергенція та Єднання (CiU) \| 11,6% \| 0% \| \| Соціалістична партія Каталонії (PSC) \| 11,5% \| 11,3% \| \| Народна партія (PP) \| 0,2% \| 0% \| \| Ініціатива за зелену Каталонію (IC) \| 0% \| 0% \| \| Республіканська лівиця Каталонії (ERC) \| 6,7% \| 19,6% \| \| Громадянська партія (C's) \| 0% \| 0% \| \| Інші \| 70,1% \| 69,2% \| |         |         |
| Муніципальні вибори |         |         |
| Рік | 2007 р. | 2003 р. |
| Конвергенція та Єднання (CiU) | 11,6%   | 0%      |
| Соціалістична партія Каталонії (PSC) | 11,5%   | 11,3%   |
| Народна партія (PP) | 0,2%    | 0%      |
| Ініціатива за зелену Каталонію (IC) | 0%      | 0%      |
| Республіканська лівиця Каталонії (ERC) | 6,7%    | 19,6%   |
| Громадянська партія (C's) | 0%      | 0%      |
| Інші | 70,1%   | 69,2%   |